# Kovarikia bogerti
Espèce
Synonymes
- Uroctonus bogerti Gertsch & Soleglad, 1972
- Pseudouroctonus bogerti (Gertsch & Soleglad, 1972)

Kovarikia bogerti est une espèce de scorpions de la famille des Vaejovidae.

## Distribution
Cette espèce est endémique de Californie aux États-Unis. Elle se rencontre dans le comté de Riverside dans les monts San Jacinto et dans le comté de San Bernardino dans les monts San Bernardino.

## Description
Le mâle mesure 38,6 mm et les femelles 45,1 et 45,2 mm.

## Systématique et taxinomie
Cette espèce a été décrite sous le protonyme Uroctonus bogerti par Gertsch et Soleglad en 1972. Elle est placée dans le genre Vaejovis par Stahnke en 1974, dans le genre Pseudouroctonus par Stockwell en 1992 puis dans le genre Kovarikia par Soleglad, Fet et Graham en 2014.

## Étymologie
Cette espèce est nommée en l'honneur de Charles Mitchill Bogert.

## Publication originale
- Gertsch & Soleglad, 1972 : « Studies of North American scorpions of the genera Uroctonus and Vejovis. » Bulletin of the American Museum of Natural History, no 148, p. 549–608 (texte intégral).